# Sous-secrétaire d'État parlementaire chargé de l'aide sociale
Le Sous-secrétaire d'État parlementaire chargé de l'aide sociale en anglais : Parliamentary Under-Secretary of State for Welfare Delivery est un poste subalterne au Département du Travail et des Retraites du gouvernement britannique. L'actuel titulaire de ce poste est Will Quince, qui a pris ses fonctions le 4 avril 2019. Le ministre est responsable du Universal Credit.

## Liste des sous-secrétaire d'État parlementaire
| Nom | Nom                                                 | Portrait | Dates du mandat | Dates du mandat | Parti politique | Premier ministre |
| --- | --------------------------------------------------- | -------- | --------------- | --------------- | --------------- | ---------------- |
|     | Shailesh Vara MP pour North West Cambridgeshire     |          | 8 mai 2015      | 17 juillet 2016 | Conservateur    | David Cameron    |
|     | Caroline Nokes MP pour Romsey and Southampton North |          | 17 juillet 2016 | 4 avril 2019    | Conservateur    | Theresa May      |
|     | Will Quince MP pour Colchester                      |          | 4 avril 2019    | Titulaire       | Conservateur    | Boris Johnson    |